# Правильный семиугольник
Правильный семиугольник — правильный многоугольник с семью сторонами.

## Свойства
Пусть {\displaystyle t} — сторона семиугольника, {\displaystyle R} — радиус описанной окружности, {\displaystyle r} — радиус вписанной окружности.
{\displaystyle t=2R\sin {\frac {\pi }{7}}=2r\operatorname {tg} {\frac {\pi }{7}}~;~r=R\cos {\frac {\pi }{7}}},
Периметр правильного семиугольника равен
{\displaystyle P=7t=14R\sin {\frac {\pi }{7}}=14r\operatorname {tg} {\frac {\pi }{7}}}.
Площадь правильного семиугольника рассчитывается по формулам:
{\displaystyle S={\frac {7}{4}}t^{2}\operatorname {ctg} {\frac {\pi }{7}}},
{\displaystyle S={\frac {7}{2}}R^{2}\sin {\frac {2\pi }{7}}},
{\displaystyle S=7r^{2}\operatorname {tg} {\frac {\pi }{7}}}.
Диагонали {\displaystyle d} и {\displaystyle D} связаны со стороной {\displaystyle a} правильного семиугольника соотношением {\displaystyle {1 \over d}+{1 \over D}={1 \over a}}.
Отношение меньшей диагонали {\displaystyle d} к стороне {\displaystyle a} равно большему корню уравнения {\displaystyle x^{3}-x^{2}-2x+1=0}
Отношение большей диагонали {\displaystyle D} к стороне {\displaystyle a} равно большему корню уравнения {\displaystyle x^{3}-2x^{2}-x+1=0}

## Построение

### Точное
Согласно теореме Гаусса — Ванцеля, правильный семиугольник невозможно построить с помощью циркуля и линейки, но можно построить с помощью циркуля и невсиса, то есть размеченной линейки, на которой можно делать отметки и с помощью которой можно проводить прямые, проходящие через какую-нибудь точку, причём отмеченные на линейке точки будут принадлежать данным линиям (прямым или окружностям).
Построим квадрат PQRO со стороной a (см. рис.). Проведём дугу окружности с центром O и радиусом OQ. Возьмём линейку невсиса с диастемой (длиной) a и используя вертикальную ось симметрии квадрата в качестве направляющей, точку P в качестве полюса и дугу окружности в качестве целевой линии, получим отрезок AB, который будет стороной правильного семиугольника, с вертикальной осью симметрии, совпадающей с осью симметрии квадрата.

### Приближённое
Приближённое (но с достаточной для практики точностью ≈0,2 %) построение семиугольника показано на рисунке. Из точки {\displaystyle A} на окружности радиусом, равным радиусу окружности, проводим дугу {\displaystyle BOC}. Отрезок {\displaystyle BD={1 \over 2}BC} и даст искомое приближение.

## Семиугольные звёзды
Существует два звёздчатых семиугольника (гептаграммы): 7/2 и 7/3. Методы их построения аналогичны построению обычного семиугольника, только вершины нужно соединять через одну (7/2) или через две (7/3).
- Семиугольная звезда 7/2
- Семиугольная звезда 7/3

## Применение
В Великобритании используются две монеты в форме семиугольника: 50 пенсов и 20 пенсов. Строго говоря, форма монет — криволинейный семиугольник, образующий кривую постоянной ширины, чтобы монеты плавно проходили в автоматы. Семиугольный кант аналогичной криволинейной формы имеет круглая монета номиналом в 10 киргизских сом.
Звезда Содружества — семилучевая звезда, символизирующая Федерацию Австралии.
Семиугольная звезда 7/2 являлась национальным символом Грузии и применялась, как элемент герба Грузии, в том числе и в советское время. В настоящее время не применяется.
Семиугольная звезда 7/3 является эмблемой компании A.P. Moller-Maersk Group.